# 黒川調査団
黒川調査団（くろかわちょうさだん）は、1963年にばい煙の排出の規制等に関する法律（ばい煙規制法）の指定地域に三重県四日市市を適用されるための基礎資料を得ることを目的に、厚生省および通商産業省（通産省）からの委嘱により派遣された調査団および東駿河湾地区の石油コンビナートによる公害の心配を払拭するために政府より編成された調査団。本調査団は団長の名前から黒川調査団と呼ばれている。

## 概要

### 四日市地区大気汚染特別調査会
ばい煙規制法は、ばい煙による汚染の著しい地域またはそのおそれのある地域を指定地域とし、様々な規制をかける法律である。その法律の第一次指定地域には京浜、阪神、北九州が指定されていたが、四日市コンビナートのある三重県四日市市は指定されていなかった。四日市市ではばい煙による局地的な公害が深刻化しており、三重県と四日市市が四日市市の法律の適用地域に指定されることを強く要望していた。その要望により1963年9月、通商産業省は工業技術院（現在の産業技術総合研究所）院長で、燃焼工学の権威である工学博士・黒川真武を団長として、八委員と四専門員の計十三人から成る「四日市地区大気汚染特別調査会」を発足させた。
1963年11月に調査団による四日市市での各専門分野からの多角的総合的な調査が実施された。調査団の報告書は四日市市の大気汚染を防止するための対策として、排出基準の強化と処理施設の設置、都市計画の再検討、住宅地帯の分離、緑地帯の設置、住居の集団移転、被害者治療施設の設置、公害防止施設整備資金についての助成措置などの諸点について勧告するとともに、今後の他地域での工業立地に際しては、立地計画段階での公害の未然防止のための強力な行政指導、公害対策を折り込んだ合理的な都市計画の策定、防除技術の開発研究の促進などの必要性などの10項目の勧告がなされ企業、行政などが実施すべき公害防止対策が示された。この調査は四日市市のみならず、その後の大規模な工業立地に際しての総合的な公害対策の基本方向を示す点で大きな影響を与え、国、地方公共団体等において、各種の専門家による総合的な調査が実施される事例が増加していった。また、硫黄酸化物、一酸化炭素等による大気汚染の各種影響調査も盛んに行なわれるようになった。

### 沼津・三島地区産業公害調査団
静岡県三島市、沼津市、駿東郡清水町では1963年末に国から東駿河湾地区を工業整備特別地域に指定され、四日市コンビナートを上回る石油コンビナート建設が計画された。だが水不足や二酸化硫黄の影響などの様々な問題があり2市1町では石油コンビナート反対闘争が広がっていた。反対闘争に対して政府が黒川を団長とした「沼津・三島地区産業公害調査団」を編成した。調査団はヘリコプターを飛ばし、風洞実験をおこなうなどの調査をした後、事前に措置を講ずれば公害は防除しうると結果を発表した。
一方、地元では三島市長・長谷川泰三の政治判断で、国立遺伝学研究所の松村清二を団長に、静岡県立沼津工業高等学校の教師らで構成された通称「松村調査団」がつくられた。2つの調査団の報告書には以下の特徴があった。
黒川調査団の報告書
1. 濃度規制を強く出している
2. 規制の可能性等にはふれずに勧告を多く出している。
3. 企業の計画を容認している

松村調査団の報告書
1. 総量規制を強く出している
2. 総合的で現実性を重視し、調査の現地主義を強く出している。
3. 計画を批判し、市民に警告をしている。

そして、気象データなどは少なくとも一か年四季の変化が必要であり、農業、水産および公衆衛生に対する影響なども短期間に実験することは不可能であると、総合的科学的事前調査であることを前面に出している黒川調査団へブレーキをかけた。結果、住民の反対が強く石油コンビナートの建設計画は撤回された。

## 調査団長の分析
調査団長の黒川真武は、公害対策の悩みとして、以下の点を指摘している。
1. 新しい工業地域の造成に際して、公害防除の要求が工場誘致反対に直結している。
2. 石炭から石油へというエネルギー転換の過渡期に、石油化学コンビナートの建設にあたって、土地造成の観念で土地と水と市場と運輸港湾、流通が満足すれば立地条件が備わったものとして、今までと違った公害対策が加わっていなかった。
3. 新技術や石油化学コンビナートの発展による公害防除技術は、生産技術と平行して進めなければならなかったが、きわめて地味な研究であり、縁の下の力持ちの立場で、開発費用がかかる割には直接リターンが伴わない技術のため、企業の開発意欲が低調で貧困だった。
4. 山地が多く平地が少ない日本の地理的条件から、海岸線の平地や埋立地域へ住宅や工場を建設せざるを得ない事情に加え、大都市圏への人口集中が加速している。都市部の中小工場は業種の性質から、水質汚濁と騒音で住民を悩ませている。
5. 公害対策のための工事などにより、工事の騒音や交通渋滞による大気汚染が発生する。

そして石油化学コンビナートと公害の特殊性について、
1. コンビナート形式では、各種工場が同一地に建設されるので、公害の源となる排水、排気、騒音がほぼ同一の場所から集中的に出るため、相乗的効果となり被害が大きくなる。
2. コンビナートの特徴として、工場完成を同一歩調に合わせるため、関係工場も同時に操業するため、工場の試運転も同時に行われることが多く、装置の不備の手直し、操業上の失敗がこの時に起こりやすい。
3. 工事完成を同一歩調に合わせるため、工場によっては公害対策設備の建設を遅らせたり、第二期工事に入れたりする場合があり、このために公害を起こすことがある。
4. 工場が多く集中するため、各工場間の位置や工場内のレイアウトに不注意であった上に、気候条件の調査の不備などから公害条件に悪い条件を与える機会が多い。

このような特殊条件のため石油化学コンビナートの公害は今までの考え方では不十分で、失敗した場合は集中的に高濃度の汚染に見舞われやすい。今までのような地表面のみの平面的調査では不十分で、海・陸・空の立体的大規模調査と共同防除体制の結成が必要となると指摘している。
そして、企業側の産業公害防除対策の方向として、
1. 企業のモラルの向上
2. 公害対策コンビナートの設置
3. 防除技術管理の強化
4. 公害の視点を考慮した工場施設の配置の考究
5. 企業の公害防除対策の説明・公開

国及び地方公共団体へは、
1. 公害対策を考慮に入れた数都市による広域都市計画の策定、
2. 科学的事前調査
3. 行政の総合性
4. 産業公害防除施設、生産設備等の助成、指導の強化
5. 公害対策技術の開発

を提言している。